# Eger (grad u Mađarskoj)
Eger, stari hrvatski i srpski nazivi Jegar i Jegra, njemački Erlau, latinski Agria, grad i upravno središte Heveške županije, u području između gorja Bükka i Matre u sjeveroistočnoj Mađarskoj, jugozapadno od Miskolca. Nakon oslobođenja od turske vlasti (iz tog doba sačuvan 35 m visok minaret), u toku 18. st. pretežno je izgrađen u baroknom stilu. Bivša minoritska crkva (1758. – 1771.) ubraja se među najljepše spomenike u Mađarskoj. Poznato turističko središte s termalnim izvorima. Metalna, prehrambena i kemijska industrija, vinarsko tržište.
U razdoblju od 16. do 19. st. u njemu je bilo mnogo Hrvata i Srba. Oko 1009. osnovana je u Egeru biskupija, podignuta na nadbiskupiju 1804. Grad je stradao za vrijeme mongolske najezde (1242.), a 1552. uspješno se obranio od Turaka, koji su ga zauzeli 1596. i držali do 1687. U Egeru su u 16. st. dva Hrvata bili biskupi, Franjo Frankopan i Antun Vrančić.
Po mađarskom gradu Egeru nazvan je 1976. godine jedan 12 kilometara širok krater na Marsu i asteroid, koji nosi broj 3103.  
Po Jegru je bila nazvana Jegarska eparhija. Kad je 1713. godine ukinuta, njeno područje pripojeno je Bačkoj eparhiji, te se i episkop bački nazivao episkop bačko-segedinski i jegarski.
U izvorima na osnovu kojih je pripreman "Rječnik hrvatskoga ili srpskoga jezika" Eger se naziva Egar (Stullijev rječnik, "Glasnik Srpskog učenog društva"), Egra (rječnici Mikaljin, Belin, Belostenčev, Voltiggijev, Đore Palmotić, "Starine" JAZU), Egrija (Ivan Gundulić), Jegar (rječnik Vuka Stefanovića Karadžića, Đuro Daničić, Stojan Novaković, Pavao Ritter Vitezović).

## Šport
- Egri Vízilabda Klub, vaterpolski klub

## Zanimljivosti
Asteroid 3103 Eger je dobio ime po ovom gradu.